# Marcela Ríos
Marcela Alejandra Ríos Tobar (Santiago del Cile, 14 dicembre 1966) è una politica e sociologa cilena, ministra della giustizia e dei diritti umani dal 2022 al 2023 nel governo di Gabriel Boric.

## Biografia
Nata a Santiago del Cile, ha studiato sociologia all'Università di York e successivamente ha conseguito un dottorato in scienze politiche all'Università del Wisconsin-Madison e un master in scienze sociali presso la Facoltà latinoamericana di scienze sociali.

### Carriera professionale
Ha lavorato quindi come sociologa sia nel settore pubblico sia nel privato, rimanendo per oltre quattordici anni nel Programma delle Nazioni Unite per lo sviluppo come assistente rappresentativa, per poi diventare vicepresidente del consiglio direttivo dell'organizzazione "Comunidad Mujer" (Comunità Donna).
Inoltre, durante il primo governo di Michelle Bachelet, ha integrato la riforma del sistema elettorale nel 2006, mentre sotto il secondo governo ha partecipato alle commissioni per la riforma del sistema pensionistico tra il 2014 e il 2015.

### Carriera politica
Femminista e militante del partito Convergencia Social, il 21 gennaio 2022 il presidente eletto Gabriel Boric l'ha nominata ministra della giustizia e dei diritti umani, carica che ha assunto ufficialmente l'11 marzo seguente. Si è dimessa invece nel gennaio 2023 dopo alcune polemiche insorte.